# 何故 愛は…/緑輝く日々
「何故 愛は…/緑輝く日々」（なぜ あいは/みどりかがやくひび）は、ふきのとう27枚目のシングル楽曲。1987年5月21日にCBSソニー / Silverlandよりリリース。

## 解説
ふきのとうの両A面シングルであり、自身初の日本武道館ライブ開催を記念して発売されたシングルである。この模様は後に、ライブ・アルバム/ビデオ『緑輝く日々 日本武道館LIVE』にて収録された。
2曲ともに長らく未CD化の状態が長く続いたが、2000年に発売されたコンピレーション・アルバム『ふきのとう LIVE プラス・ワン 風をあつめて…/やさしさとして想い出として』にて初CD化された。

## 収録曲

### Side A
1. 何故 愛は…（4分36秒）
  - 作詞・作曲:細坪基佳／編曲:国吉良一

### Side B
1. 緑輝く日々（4分20秒）
  - 作詞・作曲:山木康世／編曲:国吉良一